# Малий Заполой
Малий Заполо́й (рос. Малый Заполой) — присілок у складі Білозерського району Курганської області, Росія. Входить до складу Нижньотобольної сільської ради.
Населення — 80 осіб (2010, 143 у 2002).